# Езра. Неналежна поведінка
«Езра. Неналежна поведінка» (англ. Ezra) — американський комедійно-драматичний фільм за сценарієм Тоні Спірідакіса, режисером якого є Тоні Голдвін, а головні ролі виконали Боббі Каннавале та Роберт Де Ніро.

## Сюжет
Макс Брандел — стендап-комік, що живе зі своїм батьком Стеном і намагається виховувати сина аутиста Езру разом зі своєю колишньою дружиною Дженною. Зіткнувшись із важкими рішеннями щодо майбутнього свого сина, Макс та Езра вирушають у подорож.

## Акторський склад
- Боббі Каннавале — Макс Брандел[2], стендап-комік
- Роберт Де Ніро — Стен[2], батько Макса, колишній шеф-кухар, нині — швейцар
- Роуз Бірн — Дженна[3], дружина Макса, з якою він розлучається
- Вільям Фіцджеральд — Езра[3], син Макса і Дженни, аутист
- Віра Фарміґа — Грейс[3], подруга дитинства Макса, яка живе у Небрасці
- Рейн Вілсон — Нік[3]
- Вупі Голдберг — Джейн[3], агентка Макса

## Виробництво
Зйомки проходили у Вествуді, Нью-Джерсі та Джерсі-Сіті у вересні 2022 року